# Ewa Kamler
Ewa Maria Kamler (ur. 18 stycznia 1937 w Warszawie) – polska biolożka, ichtiolog, profesor nauk przyrodniczych, specjalizująca się w zagadnieniach związanych z ekologią, zoologią i hydrobiologią.

## Życiorys
Absolwentka VII Liceum Ogólnokształcącego im. Juliusza Słowackiego w Warszawie, ukończyła następnie studia na Wydziale Biologii i Nauk o Ziemi Uniwersytetu Warszawskiego. W 1965 na Uniwersytecie Mikołaja Kopernika doktoryzowała się w oparciu o pracę Analiza wpływu warunków środowiskowych na rozmieszczenie larw Plecoptera i Ephemeroptera w wodach górskich. Habilitowała się w 1977 w Instytucie Ekologii PAN na podstawie dorobku naukowego oraz rozprawy zatytułowanej Zmienna respiracji i składu chemicznego karpia. 9 marca 1992 otrzymała tytuł profesora nauk przyrodniczych.
W 1958 podjęła pracę na Politechnice Warszawskiej. W latach 1962–1974 pracowała w Instytucie Biologii Doświadczalnej Polskiej Akademii Nauk. Następnie była zatrudniona w Instytucie Ekologii PAN, w Międzynarodowym Centrum Ekologii PAN oraz w Instytucie Rybactwa Śródlądowego.
Jest członkinią założycielką Polskiego Towarzystwa Hydrobiologicznego, członkinią Societas Internationalis Limnologiae, European Ichthyological Union i European Association of Scientific Editors. Uhonorowana licznymi nagrodami, w tym rektora Politechniki Warszawskiej (1961) i nagrodą sekretarza naukowego PAN. Jest autorką książki Early Life History of Fish: An Energetics Approach, za którą została w 1992 wyróżniona nagrodą Fundacji na rzecz Nauki Polskiej. Opublikowała także książkę Japonia daleka czy bliska…, opisującą jej półroczny pobyt w Japonii.

## Odznaczenia
Odznaczona Krzyżem Kawalerskim (1996) oraz Krzyżem Oficerskim (2011) Orderu Odrodzenia Polski.